# Eiskunstlauf-Europameisterschaften 1995
Die 87. Eiskunstlauf-Europameisterschaften fanden vom 29. Januar bis zum 5. Februar 1995 in Dortmund statt.

## Ergebnisse

### Herren
| 1                  | Ilja Kulik               | Russland               |
| 2                  | Alexei Urmanow           | Russland               |
| 3                  | Wjatscheslaw Sahorodnjuk | Ukraine                |
| 4                  | Philippe Candeloro       | Frankreich             |
| 5                  | Éric Millot              | Frankreich             |
| 6                  | Oleg Tataurow            | Russland               |
| 7                  | Dmytro Dmytrenko         | Ukraine                |
| 8                  | Steven Cousins           | Vereinigtes Königreich |
| 9                  | Vassily Eremenko         | Ukraine                |
| 10                 | Cornel Gheorghe          | Rumänien               |
| 11                 | Ronny Winkler            | Deutschland            |
| 12                 | Michael Tyllesen         | Dänemark               |
| 13                 | Fabrizio Garattoni       | Italien                |
| 14                 | Szabolcs Vidrai          | Ungarn                 |
| 15                 | Markus Leminen           | Finnland               |
| 16                 | Bessarion Tsintsadse     | Georgien               |
| 17                 | Aljaksandr Muraschka     | Belarus                |
| 18                 | Patrick Meier            | Schweiz                |
| 19                 | Mirko Eichhorn           | Deutschland            |
| 20                 | Johnny Jensen            | Dänemark               |
| 21                 | Iwan Dinew               | Bulgarien              |
| 22                 | Patrick Schmit           | Luxemburg              |
| 23                 | Jan Erik Digernes        | Norwegen               |
| 24                 | Daniel Peinado           | Spanien                |
| Kür nicht erreicht |                          |                        |
| 25                 | Florian Tuma             | Österreich             |
| 26                 | Veli-Pekka Riihinen      | Schweden               |
| 27                 | Rastislav Vnučko         | Slowakei               |
| 28                 | Roman Martõnenko         | Estland                |
| 29                 | Zbigniew Komorowski      | Polen                  |
| 30                 | Marcus Deen              | Niederlande            |

### Damen
| 1                  | Surya Bonaly           | Frankreich             |
| 2                  | Olga Markowa           | Russland               |
| 3                  | Olena Ljaschenko       | Ukraine                |
| 4                  | Tanja Szewczenko       | Deutschland            |
| 5                  | Irina Sluzkaja         | Russland               |
| 6                  | Marina Kielmann        | Deutschland            |
| 7                  | Marija Butyrskaja      | Russland               |
| 8                  | Krisztina Czakó        | Ungarn                 |
| 9                  | Anna Rechnio           | Polen                  |
| 10                 | Kateřina Beránková     | Tschechien             |
| 11                 | Julija Lawrentschuk    | Ukraine                |
| 12                 | Laetitia Hubert        | Frankreich             |
| 13                 | Zuzanna Szwed          | Polen                  |
| 14                 | Tony Bombardieri       | Italien                |
| 15                 | Júlia Sebestyén        | Ungarn                 |
| 16                 | Janine Bur             | Schweiz                |
| 17                 | Marta Andrade          | Spanien                |
| 18                 | Alma Lepina            | Lettland               |
| 19                 | Nathalie Krieg         | Schweiz                |
| 20                 | Mojca Kopač            | Slowenien              |
| 21                 | Julia Lautowa          | Österreich             |
| 22                 | Monique van der Velden | Niederlande            |
| 23                 | Malika Tahir           | Frankreich             |
| Z                  | Ludmila Ivanova        | Ukraine                |
| Kür nicht erreicht |                        |                        |
| 25                 | Ivana Jakupčević       | Kroatien               |
| 26                 | Kaisa Kella            | Finnland               |
| 27                 | Jenna Arrowsmith       | Vereinigtes Königreich |
| 28                 | Helena Grundberg       | Schweden               |
| 29                 | Kaja Hanevold          | Norwegen               |
| 30                 | Sofia Penkowa          | Bulgarien              |

- Z = Zurückgezogen

### Paare
| Platz | Sportler                              | Land                   |
| ----- | ------------------------------------- | ---------------------- |
| 1     | Mandy Wötzel / Ingo Steuer            | Deutschland            |
| 2     | Radka Kovaříková / René Novotný       | Tschechien             |
| 3     | Jewgenija Schischkowa / Wadim Naumow  | Russland               |
| 4     | Marina Jelzowa / Andrei Buschkow      | Russland               |
| 5     | Jelena Bereschnaja / Oleg Sliakov     | Lettland               |
| 6     | Marija Petrowa / Anton Sicharulidse   | Russland               |
| 7     | Sarah Abitbol / Stéphane Bernadis     | Frankreich             |
| 8     | Olena Biloussiwska / Sergei Potalov   | Ukraine                |
| 9     | Dorota Zagórska / Mariusz Siudek      | Polen                  |
| 10    | Jekaterina Silnitzkaja / Mirko Müller | Deutschland            |
| 11    | Silvia Dimitrov / Rico Rex            | Deutschland            |
| 12    | Lesley Rogers / Michael Aldred        | Vereinigtes Königreich |
| 13    | Lilia Mashkovskaya / Igor Maliar      | Ukraine                |
| 14    | Marta Andrella / Dmitri Kaploun       | Italien                |
| 15    | Veronika Joukalová / Otto Dlabola     | Tschechien             |
| 16    | Jeltje Schulten / Alcuin Schulten     | Niederlande            |

### Eistanz
| 1                  | Susanna Rahkamo / Petri Kokko           | Finnland               |
| 2                  | Sophie Moniotte / Pascal Lavanchy       | Frankreich             |
| 3                  | Anschelika Krylowa / Oleg Owsjannikow   | Russland               |
| 4                  | Tatjana Nawka / Samwel Gesaljan         | Belarus                |
| 5                  | Marina Anissina / Gwendal Peizerat      | Frankreich             |
| 6                  | Kateřina Mrázová / Martin Šimeček       | Tschechien             |
| 7                  | Irina Romanova / Igor Yaroshenko        | Ukraine                |
| 8                  | Jennifer Goolsbee / Hendryk Schamberger | Deutschland            |
| 9                  | Irina Lobatschowa / Ilja Awerbuch       | Russland               |
| 10                 | Barbara Fusar-Poli / Maurizio Margaglio | Italien                |
| 11                 | Margarita Drobiazko / Povilas Vanagas   | Litauen                |
| 12                 | Sylwia Nowak / Sebastian Kolasiński     | Polen                  |
| 13                 | Diane Gerencser / Alexander Stanislov   | Schweiz                |
| 14                 | Jelena Gruschina / Ruslan Gontscharow   | Ukraine                |
| 15                 | Kati Winkler / René Lohse               | Deutschland            |
| 16                 | Allison McLean / Konrad Schaub          | Österreich             |
| 17                 | Elena Kustarova / Vazgen Azroian        | Russland               |
| 18                 | Michelle Fitzgerald / Vincent Kyle      | Vereinigtes Königreich |
| 19                 | Clair Wileman / Andrew Place            | Vereinigtes Königreich |
| 20                 | Lynn Burton / Duncan Lenard             | Vereinigtes Königreich |
| 21                 | Kako Koinuma / Tigran Arakelian         | Armenien               |
| 22                 | Albena Denkowa / Christo Nikolow        | Bulgarien              |
| 23                 | Enikő Berkes / Szilárd Tóth             | Ungarn                 |
| 24                 | Anna Mosenkova / Dmitri Kurakin         | Estland                |
| Kür nicht erreicht |                                         |                        |
| 25                 | Anita Chaudhurti / Hans T’Hart          | Niederlande            |

## Medaillenspiegel
| Platz | Land        | Gold | Silber | Bronze | Gesamt |
| ----- | ----------- | ---- | ------ | ------ | ------ |
| 1     | Russland    | 1    | 2      | 2      | 5      |
| 2     | Frankreich  | 1    | 1      | –      | 2      |
| 3     | Deutschland | 1    | –      | –      | 1      |
| 3     | Finnland    | 1    | –      | –      | 1      |
| 5     | Tschechien  | –    | 1      | –      | 1      |
| 6     | Ukraine     | –    | –      | 2      | 2      |